# Surandai
Surandai è una suddivisione dell'India, classificata come town panchayat, di 28.135 abitanti, situata nel distretto di Tirunelveli, nello stato federato del Tamil Nadu. In base al numero di abitanti la città rientra nella classe III (da 20.000 a 49.999 persone).

## Geografia fisica
La città è situata a 8° 58' 0 N e 77° 24' 0 E e ha un'altitudine di 131 m s.l.m..

## Società

### Evoluzione demografica
Al censimento del 2001 la popolazione di Surandai assommava a 28.135 persone, delle quali 14.073 maschi e 14.062 femmine. I bambini di età inferiore o uguale ai sei anni assommavano a 3.469, dei quali 1.835 maschi e 1.634 femmine. Infine, coloro che erano in grado di saper almeno leggere e scrivere erano 18.379, dei quali 10.325 maschi e 8.054 femmine.